# Siang-Riesengleithörnchen
Das Siang-Riesengleithörnchen (Petaurista siangensis) ist ein Gleithörnchen aus der Gattung der Riesengleithörnchen (Petaurista). Es wurde 2013 von dem indischen Zoologen und Naturschützer Anwaruddin Choudhury aus dem Distrikt Upper Siang im nordindischen Bundesstaat Arunachal Pradesh beschrieben und kommt wahrscheinlich auch nur in dieser Region vor.

## Merkmale
Das Siang-Riesengleithörnchen erreicht eine Kopf-Rumpf-Länge von etwa 57,5 Zentimetern sowie eine Schwanzlänge von etwa 56 Zentimetern, wobei nur das Typus-Exemplar bekannt ist. Die Art ist damit innerhalb der Gattung vergleichsweise groß. Wie alle Riesengleithörnchen hat es eine große und behaarte Flughaut, die Hand- und Fußgelenke miteinander verbindet und durch eine Hautfalte zwischen den Hinterbeinen und dem Schwanzansatz vergrößert wird. Die Flughaut ist muskulös und am Rand verstärkt, sie kann entsprechend angespannt und erschlafft werden, um die Richtung des Gleitflugs zu kontrollieren.
Die Tiere sind auf der Rückenseite dunkel rotbraun gefärbt. Die Bauchseite ist rötlich sandfarben mit einigen gräulichen Haaren im hinteren Bereich nahe dem Schwanzansatz. Die Oberseite der Gleithaut ist heller braun und weniger rötlich als der Rücken, die Unterseite ist hell rotbraun. Der Kopf und die Seiten des Nackens sind orange- bis rotbraun, unterhalb der Ohren befinden sich weiße Haarbüschel mit schwarzen Haarspitzen. Der Schwanz ist im vorderen Drittel dunkelbraun gefärbt und wird zum Ende zunehmend dunkler. Die Füße sind schwarz.

## Verbreitung
Das Siang-Riesengleithörnchen ist nur aus dem Distrikt Upper Siang im nordindischen Bundesstaat Arunachal Pradesh bekannt, wo es nahe dem Ort Milang gefunden wurde.

## Lebensweise
Über die spezifische Lebensweise des Siang-Riesengleithörnchens liegen nur sehr wenige Informationen vor. Der Lebensraum liegt im Bereich gemäßigter bis subtropischer Laub- und Nadelwälder in mittleren Höhenlagen. Die Tiere ernähren sich wahrscheinlich wie andere Riesengleithörnchen vegetarisch, spezifische Angaben liegen jedoch nicht vor. Wie andere Riesengleithörnchen sind die Tiere nachtaktiv und streng baumlebend (arboreal).

## Systematik
Die wissenschaftliche Erstbeschreibung des Siang-Riesengleithörnchens stammt von dem indischen Zoologen und Naturschützer Anwaruddin Choudhury aus dem Jahr 2013. Wie einige weitere bereits 2009 durch Choudhury neu beschriebene Arten wird es im Handbook of the Mammals of the World von 2016 als eigenständige Art behandelt.
Innerhalb der Art werden keine Unterarten unterschieden.

## Bestand, Gefährdung und Schutz
Das Siang-Riesengleithörnchen wurde von der International Union for Conservation of Nature and Natural Resources (IUCN) bislang nicht erfasst. Informationen über den Status der Tiere liegen nicht vor.

## Belege
1. 1 2 3 4 5 6 7 8  J.L. Koprowski, E.A. Goldstein, K.R. Bennett, C. Pereira Mendes: Mebo Giant Flying Squirrel Petaurista mishmiensis. In: Don E. Wilson, T.E. Lacher, Jr., Russell A. Mittermeier (Hrsg.): Handbook of the Mammals of the World: Lagomorphs and Rodents 1. (HMW, Band 6) Lynx Edicions, Barcelona 2016, ISBN 978-84-941892-3-4, S. 772.